# Samsung Galaxy NX
La Samsung Galaxy NX es una cámara híbrida de lentes intercambiables sin espejo fabricada por Samsung que fue anunciada en junio de 2013. Galaxy NX es un dispositivo móvil basado en Android (4.2.2, actualizable a Android Jelly Bean MR1) que es el primero de su tipo. Se trata de una cámara de 20,3 megapíxeles que utiliza la montura de Samsung NX, además de conectividad Wi-Fi y 3G, y un receptor de GPS mediante el cual la cámara puede realizar fotografías geoetiquetadas.
Aunque el dispositivo se ejecuta en Android, no es un teléfono inteligente en el sentido de que no tiene una función de teléfono. En cambio, su conectividad inalámbrica puede usarse para telecomunicaciones (incluido video) a través de Internet.
El software incluido permite organizar, editar y compartir en línea, o almacenar imágenes y videos en la cámara. Al igual que con otros dispositivos Android, se puede descargar otro software de Google Play.
El dispositivo tiene una "apariencia DSLR familiar", sin cámara en la parte posterior. Tiene una pantalla táctil LCD más grande que la habitual para esa categoría pero menos botones / diales para controlarla. La pantalla o el control por voz se usa más.
El dispositivo tiene un procesador para Android y otro, DRIMe IV, para procesamiento fotográfico.